# Turki al-Ammar
Turki Marwan al-Ammar (arabisch تركي مروان العمار, DMG Turkī Marwān al-ʿAmmār; * 24. September 1999 in Riad) ist ein saudi-arabischer Fußballspieler, der seit 2017 beim saudischen Erstligisten al-Shabab unter Vertrag steht.

## Karriere

### Verein
Turki al-Ammar begann seine Fußballkarriere bei den Junioren des saudi-arabischen Vereins al-Shabab. Am 10. Spieltag der Saison 2017/18 kam er beim 1:1-Unentschieden gegen den Ittihad FC zu seinem ersten Kurzeinsatz. Bis November 2018 stand er insgesamt 17 Mal im Kader. Sein Vertrag läuft noch bis 2024.

### Nationalmannschaft
Erstmals in die U-20-Auswahl Saudi-Arabiens einberufen wurde al-Ammar im November 2017 für die Qualifikation zur Asienmeisterschaft in Indonesien 2018. Im letzten Spiel gegen den Jemen (2:1) wurde er eingewechselt. Auch für die Endrunde ein Jahr später wurde er in den Kader nominiert. Mit seinen fünf Einsätzen und vier Tore hatte er einen Anteil am Titelgewinn seiner Mannschaft. Er wurde außerdem zum besten Spieler des Turniers ernannt. Mit dem Sieg qualifizierte sich die Mannschaft für die U-20-Weltmeisterschaft 2019 in Polen, für die al-Ammar ebenfalls nominiert wurde.

## Erfolge
Mit der Nationalmannschaft
- U-19-Asienmeister: 2018
- Bester Spieler der U-19-Asienmeisterschaft: 2018